# 新斯捷潘尼夫卡 (貝雷濟夫卡區)
47°10′13″N 30°23′38″E / 47.17028°N 30.39389°E
新斯捷潘尼夫卡（烏克蘭語：Новостепанівка）是位於烏克蘭西南部的村莊，由敖德萨州贝雷济夫卡区的茲納姆揚卡市鎮負責管轄。該村始建於1793年，面積0.41平方公里，海拔高度36米，2001年人口136，人口密度每平方公里331.71人。